# Bandera de Qatar
La bandera de Qatar té unes proporcions 11:28. És de color granat, amb una banda serrada blanca ampla (de nou dents de serra) al costat de l'asta.